# Distichophyllum stipitatifolium
Distichophyllum stipitatifolium är en bladmossart som beskrevs av C. Müller och Fleischer 1908. Distichophyllum stipitatifolium ingår i släktet Distichophyllum och familjen Hookeriaceae. Inga underarter finns listade i Catalogue of Life.